# Gianluca Fusilli
Gianluca Fusilli (Chieti, 18 settembre 1969) è un politico italiano.

## Biografia

### Attività politica
Già consigliere comunale a Pescara per il Partito Democratico, nel dicembre 2012 Gianluca Fusilli si candida alle primarie dei parlamentari nella provincia di Pescara, ottenendo 1660 voti e risultando tra i primi dei non eletti nella circoscrizione Abruzzo alla Camera nelle successive elezioni politiche del 24 e 25 febbraio 2013. 
Diviene deputato il 7 ottobre 2014, subentrando a Giovanni Lolli, che opta per la carica di Vicepresidente della Regione Abruzzo.
Alle elezioni politiche del 2018 è candidato al Senato della Repubblica, con il proporzionale in Abruzzo, ma non viene più eletto.
Nel 2024 si candida a sindaco di Pescara con la lista Stati Uniti d'Europa che comprende Italia Viva, +Europa e altri, ottenendo l'1,73% dei voti.